# Расстрел в Реймсе (1977)
Расстрел в Реймсе (фр. La fusillade de Reims) — столкновение между членами французских профобъединений ВКТ и ФКТ 5 июня 1977 года в Реймсе. Крайне правый боевик Клод Леконт, активист «жёлтого профсоюза» ФКТ и голлистской организации SAC, пытался разогнать забастовочный пикет ВКТ на реймском заводе VMC. В результате был убит член ВКТ Пьер Мэтр, двое пикетчиков ранены. Убийца и его сообщник арестованы и осуждены. Преступление вызвало широкий резонанс и массовые протесты. В результате этих событий значительно укрепились позиции левых сил.

## Межпрофсоюзная конфронтация
В профсоюзном движении Франции традиционно доминировала левоориентированная Всеобщая конфедерация труда (ВКТ), связанная с Французской компартией (ФКП). Другие профобъединения — центристская Форс увриер, христианско-демократическая ФКХТ, отколовшаяся от последней социалистическая ФДКТ, анархо-синдикалистская НКТ — уступали ВКТ в численности и влиянии.
В 1959 году правые голлисты создали Французскую конфедерацию труда (ФКТ) — корпоративистский профсоюз «жёлтого типа», жёстко антикоммунистический, ориентированный на классовое сотрудничество с предпринимателями. Активнее всего организации ФКТ действовали на автомобильных заводах Simca, Citroën, Peugeot. Между членами ФКТ и ВКТ регулярно происходили физические столкновения. Из членов ФКТ формировались «мобильные бригады» — корпоративные силовые структуры.
ФКТ характеризовалась как «профсоюз, не похожий ни на какой другой», активисты — как «смелые, наглые, упорные». В то же время ФКТ приобрела репутацию «ополчения боссов», «бандитов и фашистов на службе капитала». Общеизвестна была тесная связь ФКТ и особенно «мобильных бригад» с SAC — «параллельной полицией голлизма». Профобъединение являлось важным элементом в системе Жака Фоккара, главного стратега и организатора французских правых.
Межпрофсоюзные конфликты проявлялись и в Реймсе. Положение в городе обострилось с весны 1977 года. Мэром Реймса был избран коммунист Клод Ламблен — после восемнадцатилетнего правления правого голлиста Жана Теттенже (сын Пьера Теттенже). Буржуазные круги ожидали в этой связи беспорядков и забастовок. Опасения перед коммунистической агрессией были преувеличены, но в городе создалась обстановка социально-политической нервозности.

## Забастовка на стеклозаводе
С декабря 1976 года развивался трудовой конфликт на предприятии VMC — производстве стеклотары для шампанского. ВКТ требовала повышения зарплаты и улучшения условий труда. Велись коллективные переговоры профсоюза с администрацией, но достичь соглашения не удавалось. Обе стороны стояли на жёстких позициях. В профсоюзе было сильно коммунистическое влияние, руководство VMC негативно относилось к профдвижению. В совете директоров VMC состоял Морис Папон — в 1960-х префект парижской полиции, известный жёсткими разгонами левых выступлений и впоследствии осуждённый за вишистский коллаборационизм 1940-х годов.
27 мая 1977 года администрация VMC уволила активистов ВКТ Пьера Матье и Даниэля Нувьона. Ответом профсоюза стало назначение забастовки на 31 мая и выставление круглосуточного забастовочного пикета. Администрация объявила забастовку принудительной (некоторые косвенные признаки при желании можно было усмотреть) и призвала «применить общественную силу для обеспечения свободы труда». 1 июня произошло столкновение пикетчиков с «мобильной бригадой», на следующий день — с полицией. Однако забастовка продолжалась.
ФКТ, как обычно, выступила против акции, инициированной ВКТ. Базой ФКТ в Реймсе, как и практически везде, являлся автозавод Citroën. «Мобильная бригада» здесь насчитывала до сорока человек (значительно больше, чем на VMC), её члены охраняли местного руководителя голлистской партии Объединение в поддержку республики Жана Фалала (именно он проиграл мэрские выборы коммунисту Ламблену) и академика-голлиста Алена Пейрефита.
Лидером реймского ФКТ являлся мастер автозавода Клод Леконт, возглавлявший подавление забастовки в 1973 году. Леконт состоял в SAC, был известен крайне правыми взглядами, агрессивным характером и большой физической силой. Желающим вступить в ВКТ или проголосовать за кандидата ВКТ на профсоюзных выборах Леконт публично угрожал повешением. В советской печати цитировались высказывания типа: «Этому мастеру с плечами боксёра опасно было перечить».

## Убийство и суд
Клод Леконт собрал четверых подчинённых по «мобильной бригаде» ФКТ. С ним были Анри Манжематен, Ив Фритш, Ален Лемэтр, Жан-Клод Полет. Они решили разогнать пикет у завода VMC. Поначалу план был относительно скромным: сорвать с заводского фасада забастовочный баннер ВКТ. Собравшись на акцию, основательно выпили — вначале пива, потом шампанского и перно. На место прибыли около полуночи 5 июня 1977 года. Неожиданно для себя они встретили упорное сопротивление пикетчиков, во главе которых стоял активист ВКТ стеклодув Пьер Мэтр. Сорвать баннер забастовщики не позволили. При этом был помят автомобиль нападавших.
Леконт посчитал такой исход унизительным для себя и не пожелал смириться. Он вернулся домой и взял карабин с патронами 22 калибра (оружием владел законно, с официальным разрешением). Жена и дочь Леконта пытались его удержать, но он дважды выстрелил в воздух. После этого Леконт посадил за руль Манжематена и вернулся к VMC.
Практически сразу Леконт открыл огонь на поражение. Всего было сделано семнадцать выстрелов. Пьер Мэтр убит пулей в голову, ранены Серж Вермёлен и Раймон Ришар. Впоследствии пикетчики говорили, что, знали Леконта как члена ФКТ и SAC и поэтому ожидали жестокой драки — но всё же не стрельбы.
Расследование преступления не составляло большого труда. Клод Леконт и Анри Манжематен были арестованы уже днём 5 июня. На суде Леконт ссылался на своё «состояние неудержимого гнева», адвокат напоминал также о состоянии алкогольного опьянения. Манжематен проходил как соучастник, вынужденный подчиняться Леконту. Приговор был вынесен 24 ноября 1980 года: оба были признаны виновными, Леконт приговорён к двадцати годам тюрьмы, Манжематен — к семи годам.

## Социально-политические последствия
Утром 5 июня рабочие VMC провели митинг и демонстрацию. На митинге выступил мэр Ламблен. 7 июня по всей стране прокатились забастовки солидарности. 10 июня, в день похорон Пьера Мэтра, по улицам Реймса прошли 50 тысяч человек. Совместно с ВКТ выступили не только коммунисты, но и социалисты, другие левые, христианские демократы. Профцентры ВКТ, ФДКТ и ФНО провели совместную пресс-конференцию и обратились к премьер-министру Раймону Барру с требованием распустить ФКТ «и другие ополчения работодателей». Администрация реймского VMC вынуждена была принять требования профсоюза по зарплате и условиям труда, восстановить уволенных на работе. Таким образом, акция Леконта сыграла решающую роль в успехе ВКТ.
Правые силы попытались возложить ответственность на обе стороны конфликта. Заявление такого характера принял, в частности, Союз работодателей Реймса. Но общественность не приняла такого подхода. Подчёркивалось, что политическое насилие регулярно исходит справа, от голлистов и неофашистов. Секретарь ВКТ Марсель Кайе провёл своё расследование и установил связь Леконта с головным офисом Citroën. Особое внимание обращалось на членство Леконта в SAC (в этой связи персонально упоминался Шарль Паскуа). Левые авторы отмечали, что консервативные лозунги патриотизма, традиционных ценностей, общественного порядка прикрывают криминальный террор агентов капитала и бюрократии, подобных Клоду Леконту.
С 1974 года, когда голлиста Жоржа Помпиду сменил на президентском посту либерал Валери Жискар д’Эстен, ФКТ пыталась изменить свой имидж, улучшить общественное восприятие. Новый президент профсоюза Огюст Блан, преемник Жака Симакиса, дистанцировался от крайне правых, выражал готовность к сотрудничеству с ВКТ. Убийство в Реймсе одномоментно обесценило эти усилия. Блан заявил, что глубоко огорчён случившимся и выразил соболезнования. Все участники нападения на пикет VMC были с мрачной торжественностью исключены из профсоюза. Но сохранить ФКТ в прежнем виде было уже невозможно. 18 ноября 1977 года чрезвычайный съезд переименовал ФКТ в Конфедерацию свободных профсоюзов.
Драматичные события в Реймсе способствовали росту левых настроений во Франции. На парламентских выборах 1978 года левый лагерь практически сравнялся с правым по количеству голосов (разрыв в депутатских мандатах обеспечили особенности избирательной системы). На президентских выборах 1981 года главой государства был избран социалист Франсуа Миттеран, поддержанный ФКП.

## Память
Погибший Пьер Мэтр стал одним из символов Реймса и французского левого профдвижения. Считается, что Реймский расстрел отражает минувший этап в истории профсоюзной борьбы: «Когда боссы без колебаний нанимали головорезов». На фасаде бывшего завода VMC установлена мемориальная доска: «Пьер Мэтр, активист ВКТ, боролся за свободу и справедливость и убит фашистским боевиком 5 июня 1977 года». Его именем названа в 1979 году одна из реймских улиц.
Дата 5 июня ежегодно отмечается в Реймсе. Серж Вермёлен и Раймон Ришар основали общественную организацию «Друзья Пьера Мэтра». С другой стороны, неизвестные единомышленники Леконта в августе 2021 года пытались осквернить мемориал надписью, прославляющей убийцу.